# Гаррі Гілліард
Гаррі Гілліард (англ. Harry Hilliard; 1886—1966) — американський актор німого кіно, якого найбільше запам'ятали як одного з провідних партнерів Теди Бара. Він починав у Fox Films і продовжував у «Metro Pictures». Іншими провідними його партнерками у кіно були Джун Капріс, Мей Еллісон, Кармель Майерс і Гледіс Броквелл. Його кар'єра по суті закінчилася до кінця ери німого кіно, але він зіграв невелику роль у фільмі 1944 року, яка не була позначена у тітрах.
Гілліард помер у квітні 1966 року після ускладнень внаслідок падіння.

## Вибрана фільмографія
- 1918 — Звільніть / Set Free — Джон Робертс